# Линия 5 (Мадридский метрополитен)

Схема линии

Линия 5 — линия Мадридского метрополитена. Является частью с 5 июня 1968 года. Это четвертая наиболее часто используемая линия мадридского метро, перевозящая 64 миллиона пассажиров в год. Это 27 километров в длину. 
Линия 5 также содержит единственную надземную платформу в Мадридском метро, на станции «Алуче». «Алуче» также является единственной станцией, где метро находится выше пригородного поезда Cercanías, который обычно наоборот.
На картах она обозначена светло-зелёным цветом.

## История
Линия 5 была открыта 5 июня 1968 года и первоначально проходила между станциями «Кальяо» и «Карабанчель», а станция «Карабанчель» также работала с тем, что тогда называлось линией S.
2 марта 1970 года линия была расширена от «Кальяо» до «Сьюдад-Линеаль», однако участок между «Вентасом» и  «Сьюдад-Линеаль» был открыт в рамках линии 2 в 1964 году.
В 1976 году участок линии S 
«Карабанчель» — «Алуче» был перенесен на линию, чтобы облегчить передачу в центр города на новую железнодорожную линию в Алькоркон и Мостолес, теперь являющуюся частью линии Cercanías C-5. 28 мая 1980 линия была продлена от Сьюдад Линеаль в Канильехас.
27 октября 1999 года станция «Эухения де Монтихо» была открыта между станциями «Алуче» и «Карабанчель». Станция находится в устье туннеля линии и поэтому находится над землей.
Участок, в основном надземный, между «Алуче» и «Каса-де-Кампо» был передан Линии 5 после того, как линия 10 была расширена к югу от «Каса-де-Кампо» 22 мая 2002 года. 24 ноября 2006 года, две остановки расширения из  «Канильехас» в «Аламеда-де-Осуна» был открыт.
В будущем линия 5, по прогнозам, будет расширена на одну станцию к северу от «Аламеда-де-Осуна» до «Корралехоса», где она встретится с линией 8, однако здесь должна быть построена новая станция для соединения с линией 5. 

### Реконструкция
Линия 5 была закрыта летом 2017 года на реконструкцию. Ремонт длился 62 дня и обошелся примерно в 66,5 млн. евро. Среди изменений было заменено более 256 000 метров сигнальных кабелей, а также 42 000 метров волоконно-оптического кабеля, 68 000 метров освещения и 18 000 метров излучающего кабеля.

## Пересадки
- С линией 7 на станции — Пуэбло-Нуэво
- С линией 2 на станциях — Вентас и Опера
- С линиями 4 и 6 на станции — Диего-де-Леон
- С линией 9 на станции — Нуньес-де-Бальбоа
- С линией 10 на станции — Алонсо-Мартинес
- С линией 1 на станции — Гран-Виа
- С линией 3 на станциях — Кальяо и Акасьяс
- С линией R на станции — Опера
- С линией 6 на станции — Опорто